# 且
【且】 — китайський ієрогліф. Один з 854 ієрогліфів, обов'язкових для вивчення в японській середній школі. Дуже рідко використовується на письмі в японській мові..

## Значення
1. крім цього, також.
2. і одночасно...; і..., і...
3. тим більше.
4. це; що це за (частка, що посилює значення наступного ієрогліфа).
5. навіть (частка, що посилює значення попереднього ієрогліфа).
6. деякий час, трохи.
7. тимчасово.
8. якщо.
9. збиратися (робити щось).
1) бути близьким до (чогось).
2) тільки но збирався..., як...;..., коли...
10. приблизно.
11. стіл.
12. багато.
13. суфікс милозвучності.

Ключ: 1 (一 + 4);  Кількість рисок: 5.
Введення ієрогліфа методом цанзє: 月一 (BM); Введення ієрогліфа чотирикутним методом: 77100. .

## Прочитання
| Китайська         |                   |                   |                   |                 |                 |
| Мандаринська мова | Мандаринська мова | Мандаринська мова | Мандаринська мова | Кантонська мова | Кантонська мова |
| чжуїнь            | піньїнь           | Вейд-Джайлз       | кирилиця          | ютпхін          | Єль             |
| ㄑㄧㄝˇ           | qiě (qie3)        | ch'ieh3           | цє                | ce2             | che2 jeung1     |

| Корейська |          |               |              |           |          |
|           | хангиль  | стара латинка | нова латинка | Єль       | кирилиця |
| Звук:     | 차 저 조 | ch'a chŏ cho  | cha jeo jo   | cha ce co | чха чо   |
| Назва:    | 또 도마  | tto toma      | tto doma     | tto toma  | тто тома |

| Японська |      |         |          |
|          | кана | латинка | кирилиця |
| Он:      | しょ | sho     | сьо      |
| Кун:     | かつ | katsu   | кацу     |
| Ім'я:    | かつ | katsu   | кацу     |